# Ernesto Balmaceda Bello
Ernesto Balmaceda Bello (Santiago du Chili, 27 février 1887 – Bruxelles, 24 février 1906) était un jeune diplomate chilien, assassiné en Belgique dans une affaire retentissante qui a conduit à définir les privilèges et immunités diplomatiques des familles du personnel diplomatique et de leur suite. Sa famille est originaire du Pays basque.

## Jeunesse
Il est né à Santiago, fils de José Rafael Balmaceda Fernández et d'Ana Bello Codesido. 
Il était le fils d'un ancien ministre de l'Intérieur, arrière-petit-fils d'Andrés Bello et neveu de l'ancien président du Chili José Manuel Balmaceda (1840-1891). Après avoir terminé ses études secondaires, il rejoint le Ministère des Relations extérieures du Chili et est nommé en 1905 secrétaire du consulat du Chili à Bruxelles.

## Meurtre
Son supérieur immédiat au consulat de Bruxelles était le chargé d'affaires Don Luis Waddington, qui avait deux enfants : Adelaida et Carlos. Peu de temps après son arrivée, Balmaceda a commencé à courtiser Adélaïde et rapidement les parents de la jeune femme ont découvert que le jeune couple avait déjà eu des rapports sexuels. Ils ont alors exigé qu'Ernesto, âgé de 18 ans, se fiance à Adélaïde et « répare le tort qui lui a été fait ». Il a admis son erreur et a, à ce moment, accepté cet engagement.
Mais Balmaceda ne voulait pas se marier, il écrivit donc à sa famille pour être immédiatement transféré dans une autre ambassade. Ses relations familiales ont réussi à obtenir sa mutation à l'ambassade du Chili à Washington, aux États-Unis, mais avant qu'il ne puisse partir, la nouvelle a fuité et Carlos Waddington, 16 ans, frère de sa future épouse, a commencé à s'entraîner au tir à la cible dans les jardins de l'ambassade, sous sa fenêtre. Ernesto Balmaceda fut pris de panique et le 24 février 1906, le jour où les fiançailles devaient être annoncées publiquement lors d'un banquet de l'ambassade, il se cacha dans sa pension de famille, chaussée de Vleurgat à Ixelles, avec son ami Javier Rengifo. Carlos lui rendit visite et exigea qu'il tienne parole. Face au refus de Balmaceda, il lui a tiré dessus à trois reprises : dans le cœur, dans la poitrine et dans la tête.

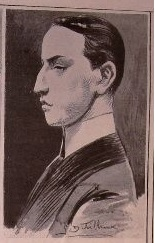
Carlos Waddington lors de son procès en 1907

Après le meurtre, Carlos Waddington s'est enfui à l'ambassade du Chili et a réclamé l'immunité diplomatique et l'extraterritorialité : Un agent diplomatique dispose d'une protection pour exercer ses fonctions dans le pays où il est accrédité par des lettres de créance. Certaines garanties peuvent également s’appliquer à sa famille et aux autres membres de la mission diplomatique, de même qu’au personnel administratif et technique. L'agent ne peut, sauf exception, être arrêté ou détenu, a la liberté de se déplacer et ne paie pas d'impôts ni de droits de douane dans l'État qui l'accueille.  Cependant, le diplomate ne pourra prétendre bénéficier de l'immunité diplomatique pour des affaires privées.
La population belge fut indignée par ce comportement et encercla l'ambassade, déterminée à capturer Waddington. La police a dû établir un cordon constant afin d'empêcher la foule d'entrer de force et de le lyncher. Le 2 mars 1906, le Chili a renoncé à ses droits et a ordonné que Waddington soit remis à la police belge pour être jugé.
Son avocat Paul-Emile Janson, avec son oncle Louis Huysmans et son cousin Edouard Huysmans, durent affronter l'avocat-général Servais, occupant le siège du Ministère public, et Victor Bonnevie, représentant de la partie civile : les débats de cette cause célèbre furent animés, âpres, dramatiques.
Au moment du procès, l'opinion publique a changé en faveur de Carlos Waddington, et il est considéré comme le défenseur de l'honneur de sa sœur. Après un très court procès à la Cour d'assises du Brabant à Bruxelles, il est acquitté le 6 juillet 1907. Au moment où il quitte le prétoire - qui fait salle comble -, des femmes l'embrassent pour avoir vengé sa soeur.

## Télévision
Le 1er juin 2025, la RTBF diffuse une dramatique "La Belgique criminelle / L'affaire Waddington-Balmaceda".